# Gerda malaperis, la filmo
Pour plus de détails, voir Fiche technique et Distribution.
Gerda malaperis, la filmo est un film brésilien, réalisé par Joe Bazilio, sorti en 2006 sur DVD et désormais librement téléchargeable.
C'est l'un des rares films tournés en espéranto. C'est une adaptation du roman éponyme Gerda malaperis!, de Claude Piron.
Avec des dialogues rédigés avec du vocabulaire usuel, ce film est particulièrement bien adapté aux apprenants (à partir du niveau A2).

## Synopsis
L'action démarre dans un restaurant universitaire où l'on découvre les principaux protagonistes de l'histoire. Rapidement une jeune enseignante, Gerda, disparaît dans des conditions mystérieuses. Une bande de jeunes étudiants se lancent alors à sa recherche.
Durant les premières scènes, les dialogues sont conçus pour être aisément compréhensibles par des personnes en train d'apprendre l'espéranto.

## Fiche technique
- Musique : Joe Bazilio
Karen Pereira
- Chorégraphie : Cleber Veloso
- Costume : Karen Pereira
- Photo : Karen Pereira
- Montage : Joe Bazilio
- Distribution : Imagu filmoj
- Format : 2.06:1
- Langue : espéranto

## Distribution
- Cleber Veloso : kidnappeur
- Cleber Veloso Jr. : professeur Fergus
- Eliana Bernardes : épouse
- Eliezer Emanuel : Bob
- Jaime Bazilio : homme blond
- Jenyfer Bazilio : policière
- Joe Bazilio : policier
- José Garcia (brésil) : professeur Kosadi
- Lorena Leos : Gerda
- Lucas Almeida : Petro
- Michelle Reis : Marta
- Paulo Henrique : Ralf
- Pietro Von Herts : professeur Ronga
- Sarah Monteiro : Linda
- Vitor Leitāo : Tom